# Gyrus angulaire
Le gyrus angulaire est un gyrus du lobe pariétal du cortex cérébral. Il est situé à l'intérieur du lobule pariétal inférieur, en position postérieure par rapport au gyrus supramarginal.
Le gyrus angulaire est la circonvolution centrée sur le rameau ascendant du sillon temporal supérieur. L'extrémité postérieure de ce sillon peut se ramifier en deux branches : une branche postérieure, qui s'étend vers le lobe occipital et s'anastomose avec le sillon occipital antérieur et une branche antérieure, nommée « sillon angulaire », autour duquel s'enroule le gyrus angulaire.
La limite antérieure du gyrus angulaire est constituée par le sillon intermédiaire de Jensen, qui le sépare du gyrus supramarginal plus en avant. Ce sillon de Jensen est une ramification descendante du sillon intrapariétal qui est parfois absente.
|                                               | |
| Gyrus de la face externe (hémisphère gauche). | Gyrus de la face externe (hémisphère droit), avec pli de passage pariéto-occipital, à l'arrière du gyrus angulaire ; d'après une pièce anatomique de Di Marino, Etienne, Niddam. |
|                                               | |
| Lobule pariétal inférieur.                    | Face latérale de l'hémisphère gauche. |

## Fonction
Le gyrus angulaire (GA) semble impliqué dans la partie du cerveau intervenant dans les fonctions complexes du langage telles que l'écriture, la lecture et l'interprétation de ce qui est écrit. Il serait ainsi impliqué dans le traitement sémantique des différentes formes de communication. La mise en évidence de l'activité du GA droit montre la contribution sémantique de l'hémisphère droit.
Sa position stratégique fait qu'il s'associe aux autres aires de la parole (notamment le gyrus supramarginal) pour former — via des réseaux neuronaux — une région multimodale  réceptrice de stimuli à la fois auditifs, visuels, somato-sensoriels. Par conséquent, le GA constitue un véritable moteur d’interprétation et de traitement des aspects phonologiques et sémantiques du langage,.
Cette région a fait l'objectif de plusieurs études. Certaines lui attribuent un rôle dans la perception spatio-temporelle du corps. En effet, les travaux des équipes de Blanke (une publication en 2002 dans Nature et une autre dans Brain en février 2004) ont montré une relation possible entre la stimulation ou la lésion du gyrus angulaire et l'expérience de hors-corps.

## Application clinique
Une atteinte du gyrus angulaire peut donner une aphasie de Wernicke de type II et un syndrome de Gerstmann.